# 首都圏ケーブルメディア
一般財団法人首都圏ケーブルメディア（しゅとけんケーブルメディア、英: Metropolitan Area Cable Media
）は、1994年（平成6年）12月に設立された独立行政法人都市再生機構（旧住宅都市整備公団）が、首都圏において本機構が所有するニュータウンに映像やインターネットなどのケーブルテレビサービスを行う法人である。元総務省及び国土交通省所管。

## 概要
財団独自で運用しているエリアもあるが、地域によっては既存のケーブルテレビ局へ業務委託しているところもある。

## サービスエリア

### 東京都
- 八王子みなみ野シティ　※ジェイコム東京（J:COM 八王子・日野）に委託
- 鶴川台　※ジェイコム湘南・神奈川（J:COM 町田・川崎）に委託

### 神奈川県
- あおば山の手台　※ジェイコム湘南・神奈川（J:COM 町田・川崎）に委託
- 長津田みなみ台　※イッツ・コミュニケーションズに委託
- いせはら大住台

### 埼玉県
- 吉川きよみ野
- 川越ニューシティいせはら　※ジェイコム埼玉・東日本（J:COM 東上・川越）に委託
- ビッグヒルズ飯能美杉台　※飯能ケーブルテレビに委託
- 坂戸ニューシティにっさい

### 千葉県
- 野田みずきの街
- しいの木台
- 四街道美しが丘　※広域高速ネット二九六に委託
- おゆみ野　※ジェイコム千葉（J:COM 千葉セントラル）に委託
- ちはら台　※いちはらコミュニティー・ネットワーク・テレビに委託

### 茨城県
- 常総ケーブルメディア
- フローラルシティ南台

### 栃木県
- グリーンタウン小山南　※テレビ小山放送に委託
- グリーンタウンしもつけ　※ケーブルテレビ栃木に委託

## 地上デジタル放送チャンネル一覧
| デジタル | 放送局          | 備考                                                                                         |
| -------- | --------------- | -------------------------------------------------------------------------------------------- |
| TV011    | NHK総合・東京   |                                                                                              |
| TV011-1  | NHK総合・水戸   | 茨城エリアのみ                                                                               |
| TV011-1  | NHK総合・宇都宮 | 栃木エリアのみ                                                                               |
| TV021    | NHKEテレ東京    |                                                                                              |
| TV031    | チバテレビ      | 千葉・埼玉・茨城エリアのみ                                                                   |
| TV031-1  | テレ玉          | 埼玉・茨城・八王子みなみ野シティ・グリーンタウン小山南・野田みずきの街・しいの木台エリアのみ |
| TV031-2  | tvk             | 神奈川・東京・ビッグヒルズ飯能美杉台・四街道美しが丘・おゆみ野・ちはら台エリアのみ           |
| TV031-3  | とちぎテレビ    | 栃木・フローラルシティ南台エリアのみ                                                         |
| TV031-4  | 群馬テレビ      | 埼玉（ビッグヒルズ飯能美杉台を除く）・グリーンタウン小山南エリア・野田みずきの街エリアのみ   |
| TV041    | 日本テレビ      |                                                                                              |
| TV051    | テレビ朝日      |                                                                                              |
| TV061    | TBSテレビ       |                                                                                              |
| TV071    | テレビ東京      |                                                                                              |
| TV081    | フジテレビ      |                                                                                              |
| TV091    | TOKYO MX        |                                                                                              |

- 地上デジタル放送はパススルー方式を採用しているため、市販の地上デジタル放送対応テレビ（またはチューナー）であれば視聴可能である。